# Wasting-Syndrom
Unter dem klassischen Wasting-Syndrom versteht man eine ungewollte Gewichtsabnahme von mindestens 10 % des ursprünglichen Körpergewichts, die mit persistierenden Diarrhoen und/oder Fieber auftritt und nicht durch eine Infektion bedingt wird. Das Wasting-Syndrom zählt zum so genannten AIDS (Acquired immunodeficiency syndrome).
In den meisten Fällen muss eine Diagnose des Wasting-Syndroms bei genauerer Untersuchung revidiert werden, da sich doch ein spezifischer Erreger, der die Symptome bedingt, finden lässt.

## Ätiologie
Beim echten Wasting-Syndrom, bei dem eine Kachexie (wenn tumorinduziert, dann Tumorkachexie) und ein Gewichtsverlust durch sogenannte opportunistische Infektionen ausgeschlossen ist, finden sich als Ursachen meist Malabsorption, Mangelernährung und Hypogonadismus.